# Pétition Poutine doit partir

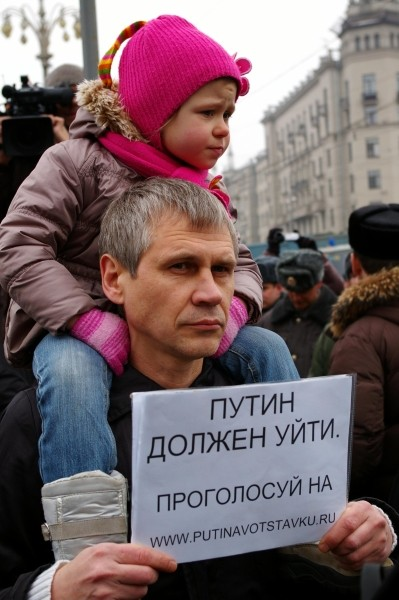
À Moscou, durant l'action « La journée de la colère » du 20 mars 2010, un manifestant incite à signer la pétition « Poutine doit partir ».

Poutine doit partir (en russe : Путин должен уйти, Poutine doljen ouïti) est un site web et une campagne publique pour une pétition demandant la démission de Vladimir Poutine, alors premier ministre de la Russie. La campagne a été lancée sur Internet le 10 mars 2010 par des militants de l'opposition et plusieurs intellectuels russes.

## L'appel

### Contenu du texte
Le texte du manifeste, adressé aux citoyens russes, contient une critique virulente de la politique de Vladimir Poutine. Il y est écrit entre autres : « Aucune réforme de fond n’est possible tant que Poutine conserve le pouvoir réel dans le pays », clame le texte de la pétition qui énumère ses échecs sur « la réforme des retraites, de l’administration, de l’armée, des services spéciaux, du système judiciaire et des forces de l’ordre, du système de santé »,.

### Auteurs
Le ou les auteurs du texte ne sont pas mentionnés lors de la publication. Il ressort des déclarations faites ultérieurement qu'il aurait été rédigé par un groupe de personnes, autour de Garry Kasparov. Celui-ci le confirme dans le Iejednevny Journal, où la pétition a été publiée le 10 mars, en avril 2010. Cependant le 7 juin 2010 dans une interview à la radio proaméricaine Radio Liberty, le politologue Andrei Piontkovski revendique être l'auteur du manifeste.

## La pétition

### Personnalités signataires ou apportant leur soutien à l'appel

#### Premiers signataires
Lors de la publication, la pétition a été signée par 34 personnalités publiques figurent les défenseurs des droits de l'homme Elena Bonner, Vladimir Boukovski et Lev Ponomarev, les politiciens Garry Kasparov, Boris Nemtsov et Iouri Moukhine, l’économiste Andreï Illarionov, les écrivains Zakhar Prilepine et Victor Chenderovitch, le musicien Mikhail Borzykin, le politologue Gueïdar Djemal et Boris Sokolov.

#### Autres signataires connus
Parmi les personnalités connues signataires de la pétition plus tard on retrouve les politiciens Valéria Novodvorskaïa, dont la signature semble ne pas avoir été enregistrée immédiatement, le militant des droits de l’homme Sergeï Kovalev, l’avocat Mikhaïl Trepachkine, les écrivains Vladimir Pribylovsky et Viktor Souvorov, le cinéaste Andreï Nekrassov, l’historien Boris Sokolov, l’ancien policier Alexeï Dymovski, l’avocat et blogueur Alexeï Navalny, l'homme de théâtre Vladimir Mirzoïev, l'acteur Alexeï Devotchenko et d'autres.

#### Non signataires, mais soutenant la pétition
Les politiciens de l'opposition comme Mikhaïl Kassianov[réf. à confirmer], Vladimir Ryjkov et Edouard Limonov ont soutenu la campagne sans signer la pétition.

### Recueil des signatures

#### Publication de la pétition et mise en place du site PutinaVotstavku.ru
Le 10 mars 2010, la pétition parait dans le magazine en ligne Iejednevny Journal,. Le même jour, ce site a été attaqué par des pirates informatiques. Plus tard pendant la journée, la collecte de signatures a été transférée au site web spécialement créé pour l’occasion, PutinaVotstavku.ru,.

#### Problème des fausses signatures
Au cours de la première journée, aucune confirmation des courriels était demandée par les sites Iejednevny Journal et PutinaVotstavku.ru. Alors des plaisantins en ont profité pour laisser un grand nombre de fausses signatures telles que : « Obama, Medvedev, Poutine, etc. ». Le 11 mars 2010, les faux signataires ont été supprimés et le processus d'ajout de signatures a été supervisé par un modérateur. Le 15 mars 2010, les organisateurs ont affirmé que le nombre de signatures aurait pu être plus grand si le site n'avait pas été attaqué.

### Évolution du nombre des signatures
Selon les organisateurs de la pétition, le rythme des signatures est particulièrement élevé dans les premiers jours, et aurait atteint 2500 le 12 mars « le record absolu de la campagne ». Les chiffres donnés par les communiqués déposés sur le site sont ensuite les suivants : 
| Date             | Nombre de signatures |
| ---------------- | -------------------- |
| 15 mars 2010     | 8 000                |
| 22 mars 2010     | 15 000               |
| 30 mars 2010     | 21 500               |
| 13 avril 2010    | 30 000               |
| 30 avril 2010    | 40 000               |
| 14 juin 2010     | 50 000               |
| 31 décembre 2010 | 69 205               |
| 6 janvier 2011   | 70 000               |

Au 24 septembre 2017, le nombre de signatures affiché sur la page d'accueil du site était de 152 698.

### Analyses statistiques
Le 15 mars 2010, le magazine russe The New Times publia une analyse statistique des signataires en fonction de leurs lieux de résidence et professions, concluant que la pétition avait été signée, par la plupart, par la classe moyenne.
Le 22 mars, le magazine publia une deuxième analyse, sur une plus grande base de signatures (7 500) où il était mentionné le fait que les signatures provenaient de toutes les régions. Les exceptions étaient les républiques ethniques, en particulier dans le Caucase du Nord. Les plus actives étaient Moscou (28,8 %) et Saint-Pétersbourg (11,3 %). Un nombre relativement important de signatures avait été fourni par des résidents de la Sibérie et l'Oural, où se concentraient des industries frappées par la récession. La diaspora russe avait donné 11 %. Quant aux professions des signataires, le segment le plus important était les cols blancs (21 %) et la plupart des signataires étaient les hommes (83 %).
Deux mois plus tard, le magazine publia une troisième analyse, basée elle sur les 35 018 signatures recueillies sur le site depuis la seconde analyse. La proportion de femmes avait augmenté de 17 % à 21 % et la proportion de cols bleus, de 15 % à 23 %. Parmi les régions, Moscou (et sa région) ainsi que Saint-Pétersbourg (avec la région de Leningrad) continuaient d'occuper des positions prépondérantes, leur part représentant à peu près la moitié (45 %) du nombre total des signatures. Toutefois, c'est dans le district de la Volga que la croissance avait été la plus rapide, avec une multiplication par 6,9 du nombre des signatures.

## La campagne

### Premières manifestations
Outre la communication des initiateurs de la pétition sur le site internet PutinaVotstavku.ru, et les pages qu'ils annoncent avoir créées dans les réseaux sociaux,, des manifestations publiques sont organisées. Le Front civique unifié indique ainsi qu'il a commencé à tenir des piquets à Moscou pour diffuser la pétition et recueillir des signatures dès le 17 mars.
Le 20 mars 2010, des signatures sont recueillies sur papier lors d'actions de protestation dite « la Journée de la colère » où des dizaines de milliers de russes bravent les interdictions de manifester et réclament la démission de Poutine en raison de la hausse du chômage, des prix de l‘électricité et des transports, et aussi pour demander la suppression d'une taxe sur les automobiles,,.

### Contre-campagne
L’écrivain Nikolai Starikov (en) a lancé une contre-campagne « Poutine doit rester ». Il a publié son propre manifeste disant que tout le monde doit avoir le choix de voter pour Vladimir Poutine. Le site de Starikov a rassemblé 6 616 signatures en cinq jours, puis il a cessé de fonctionner, selon Nikolai Starikov, à cause des pirates informatiques,.

### RapportPoutine-Résultats-10 ans
Le 14 juin 2010, Boris Nemtsov et Vladimir Milov présentent leur rapport « Poutine-Résultats-10 ans », qu'ils publient à un million de copies. Sur la dernière page, ils fournissent des informations sur la campagne « Poutine doit partir ». Le même jour, la distribution du rapport commence à Moscou, puis à Saint-Pétersbourg,.
Le jour suivant le site web du rapport « www.putin-itogi.ru », ainsi que les sites web personnels de Boris Nemtsov et Vladimir Milov sont attaqués par des pirates informatiques.
Le 16 juin 2010, la distribution du rapport à Saint-Pétersbourg donne lieu à la saisie d'exemplaires du rapport, dont une partie est finalement retournée aux militants un camion avec 100 000 copies du rapport,. Le 18 juin 2010, cinq militants du FCU sont arrêtés à Saint-Pétersbourg, alors qu'ils tentaient de distribuer le rapport aux participants du Forum international économique de Saint-Pétersbourg.
Le FCU tient des piquets « Poutine doit partir » à Moscou le 8 et 22 juin 2010,. Durant le piquet du 22 juin, les militants distribuent à la fois le texte de la pétition « Poutine doit partir » et le rapport « Poutine- Résultats-10 ans ». Selon le chef du FCU à Moscou, Lolita Tsaria, les policiers ont tenté d'entraver la distribution de ces documents.
Le centre analytique Levada a effectué plusieurs enquêtes, entre février 2010 et janvier 2012, sur la notoriété du rapport : 12 % des personnes interrogées en connaissaient l'existence ou en avaient entendu parler en juillet 2010, 22 % en janvier 2011, 34 % en avril 2011, puis 17 % en janvier 2012,.

### Comité des cinq exigences
Début octobre 2010, un Comité des cinq exigences ((ru) Комитет пяти требований) est créé par le FCU, Soldarnost et d'autres groupes d'opposition. Sa première revendication est la démission de Vladimir Poutine.

### Nouvelles manifestations
En octobre 2010, les membres du comité présentent une demande au bureau de maire de Moscou pour la tenue d'un rassemblement pour la démission de Poutine. Leur demande fut acceptée,. Le rassemblement, qui a eu lieu le 23 octobre sur la place Pouchkine, réunit mille personnes. Parmi les orateurs figurent le chef du FCU, Garry Kasparov, le coordonnateur du Front de gauche Sergei Udaltsov, le chef du mouvement « Pour les droits de l'homme », Lev Ponomarev.

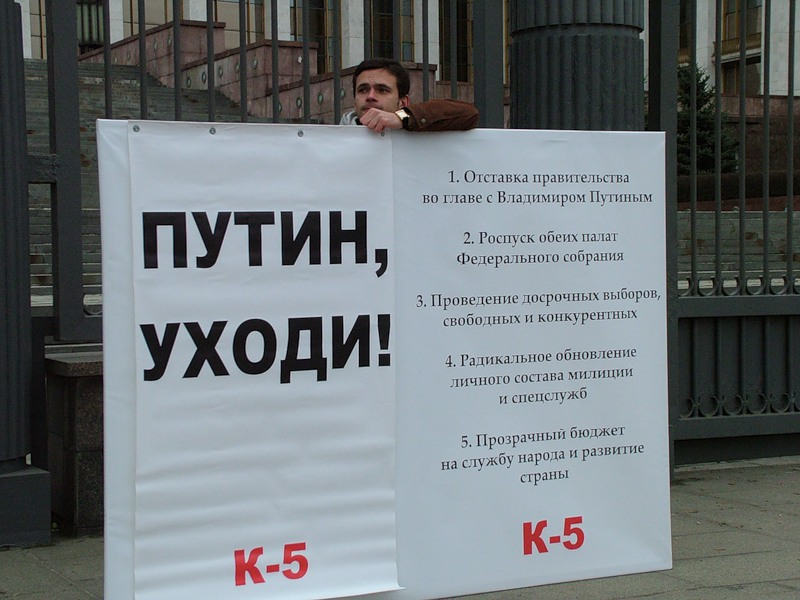
Le piquet de Ilya Yachine en face de la Maison Blanche à Moscou le 18 novembre 2010.

Le 18 et 19 novembre, des militants de Solidarnost et du Comité des cinq exigences ont tenu une série de piquets en face de la Maison Blanche à Moscou. Le premier était tenu par un des leaders de Solidarnost Ilya Yachine, mais ce dernier fut  arrêté par des agents du Service fédéral de sécurité, et déclara ensuite avoir été mis à terre et menotté par les miliciens. Ilya Yachine a été condamné à une amende de 1 000 roubles au motif « d'avoir tenu un langage grossier dans un lieu public ». Les autres piquets se sont déroulés sans incidents,.
Le 12 décembre 2010, sur la place Pouchkine à Moscou, deuxième manifestation appelant à la démission de Vladimir Poutine sous la devise « Je suis pour une Russie sans Poutine » qui réunit environ 2 000 personnes. Parmi les orateurs se trouvaient Boris Nemtsov, Garry Kasparov, Ilya Yachine, Andrei Piontkovski, Vladimir Ryjkov, Sergei Udaltsov et Yevgenia Chirikova,. La police empêche la foule de pénétrer dans la mairie et arrête Sergei Udaltsov.  Sergei Udaltsov est condamné à 15 jours d'arrêt pour « hooliganisme et la désobéissance envers des agents de police ».

### Autres incidents
Pavel Pakhayev, chef adjoint de la République de l'Altaï, menace en juin 2010 de tuer le fondateur du journal local Listok, Sergei Mikhaïlov, parce que le compteur de la campagne « Poutine doit partir » avait été placé sur le site du journal.

### Couverture médiatique
La campagne a été mentionnée dans plusieurs médias russes et étrangers, tels que : 
- des médias russes : Écho de Moscou[63], Novaïa Gazeta[2], Izvestia[64], Nezavissimaïa Gazeta[65], Pravda[17] ;
- des médias francophones : Courrier international[8] (France) ;
- d’autres médias étrangers : BBC[66] (Royaume-Uni, en russe) ; Radio Liberty[67], The Weekly Standard[68] (États-Unis) ; Deutsche Welle[69], Frankfurter Rundschau[70] (Allemagne), Svenska Dagbladet[71] (Suède), Ekstra Bladet[72], Dagbladet Information[73] (Danemark), Adevărul[74] (Roumanie).

Le 11 mars 2010, le média proaméricain Radio Liberty publie une traduction anglaise de l'ensemble du texte du manifeste.